# Blok (periodická tabulka)

Umístění bloků s, f, d a p v periodické tabulce

Blok je soubor skupin prvků v periodické tabulce prvků. Každý blok je pojmenovaný podle svého charakteristického orbitalu (s, p, d, f), ve kterém mají jeho prvky valenční elektrony. V periodické tabulce existují tyto bloky:
- blok s (prvky hlavní skupiny)
- blok p (prvky hlavní skupiny)
- blok d (přechodné kovy)
- blok f (vnitřně přechodné kovy)

Termín blok poprvé použil francouzský vynálezce a biolog Charles Janet (1849 - 1932).

## Bloky a skupiny

Periodická tabulka s vyznačenými skupinami

Bloky se dále dělí na skupiny (sloupce). Platí, že prvky nacházející se ve stejné skupině vykazují i podobné chemické vlastnosti. Proto mají některé skupiny své názvy:
- 1. skupina (růžová barva) – alkalické kovy a vodík
- 2. skupina (oranžová barva) – kovy alkalických zemin
- 3.–12. skupina (modrá barva) – přechodné kovy
- 17. skupina (zelená barva) – halogeny
- 18. skupina (světle modrá) – vzácné plyny
- Blok světle hnědý – vnitřně přechodné kovy, lanthanoidy a aktinoidy

## Názvy bloků

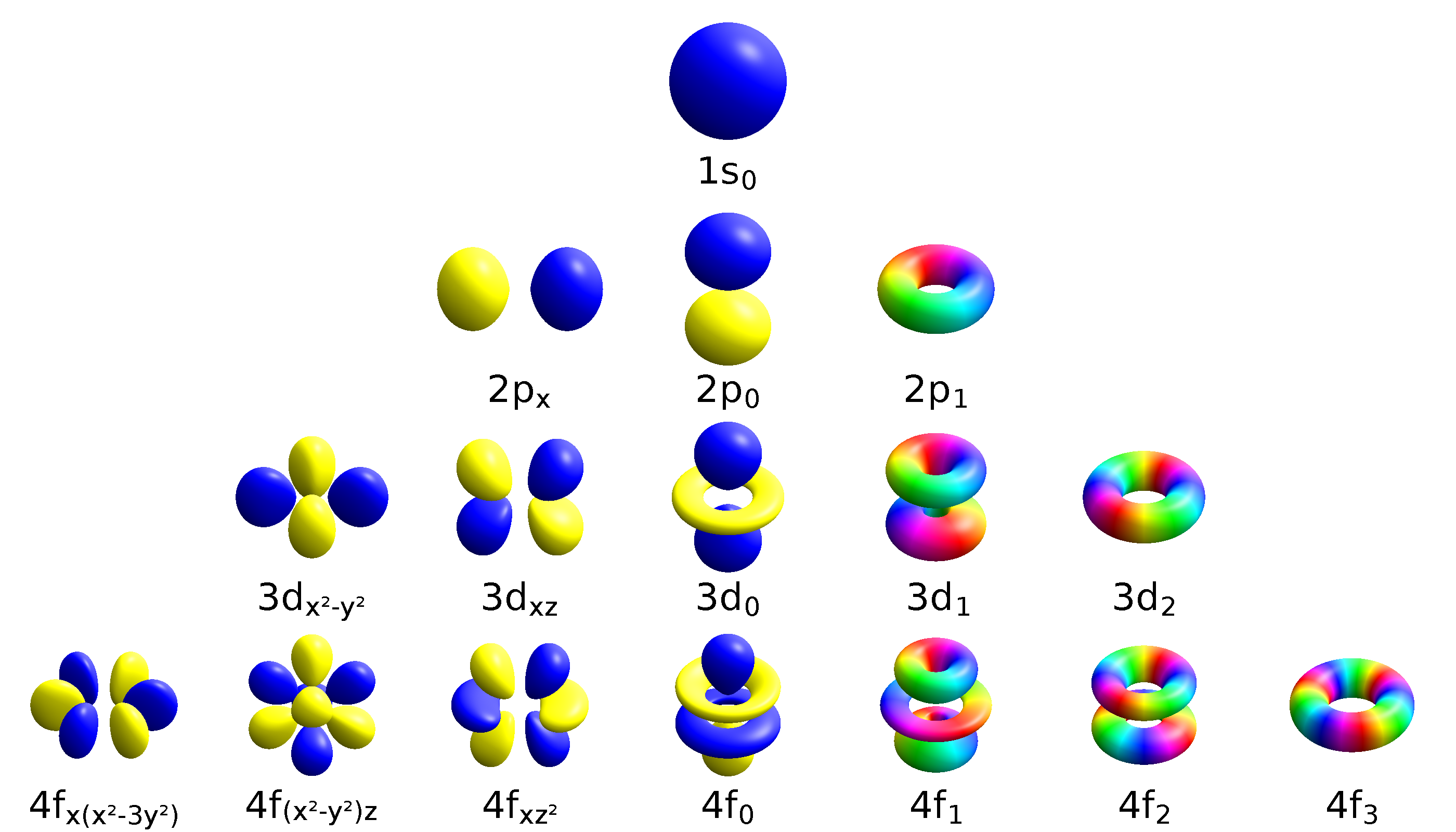
Příklady zobrazení orbitalů s, p, d, f

Názvy bloků (s, p, d a f) jsou odvozeny z hodnoty vedlejšího kvantového čísla (l), které vyjadřuje velikost momentu hybnosti a popisuje tvar orbitalu:
- s - sharp, česky ostrý (vedlejší kvantové číslo l=0),
- p - principal, česky hlavní (vedlejší kvantové číslo l=1),
- d - diffuse, česky difúzní (vedlejší kvantové číslo l=2),
- f - fundamental, česky fundamentální (vedlejší kvantové číslo l=3),
- další bloky jsou v abecedním pořadí (g, h...), ale prvky nebyly dosud nalezeny.

## Prvky bloku s
- Blok s je na levé straně periodické tabulky (červený a žlutý sloupec, zeleně vodík) a jeden prvek vpravo (modře helium).
- Skládá se z prvků prvních dvou sloupců a jednoho prvku v pravém krajním sloupci (helia): nekovů vodíku a helia. alkalických kovů (ve skupině 1) a kovů alkalických zemin (skupina 2).
- Obecná valenční konfigurace prvků bloku s je ns1–2, kde n je číslo periody, index 1-2 je počet elektronů v orbitalu.
- Každý řádek tabulky má dva prvky s.
- Prvky bloku s mají valenční elektrony v orbitalu s a patří mezi prvky hlavní skupiny.
- Kovy bloku s jsou většinou měkké a mají obecně nízké body tání a varu. Většina z nich zabarvuje plamen.
- Chemicky jsou všechny prvky s kromě helia vysoce reaktivní.
- Kovy bloku s jsou vysoce elektropozitivní a často tvoří iontové sloučeniny s nekovy, zejména s vysoce elektronegativními halogenovými nekovy.

## Prvky bloku p
- Blok p je na pravé straně periodické tabulky (barevně vyznačené sloupce v tabulce)
- Zahrnuje prvky ve skupinách 13 až 18.
- Obecná valenční konfigurace prvků bloku p je ns2 np1–6, kde n je číslo periody, index 1-6 je počet elektronů v orbitalu.
- Každý řádek tabulky má šest prvků p.
- Prvky bloku p mají valenční elektrony v orbitalu s a p. Patří mezi prvky hlavní skupiny..
- Tento blok obsahuje kovy i nekovy, které jsou většinou slabě elektropozitivní.

## Prvky bloku d
- Blok d je uprostřed periodické tabulky (oranžové sloupce v tabulce)
- Zahrnuje prvky ze skupin 3 až 12.
- Obecná valenční konfigurace prvků bloku d je ns2 np1–6n-1d1–10, kde n je číslo periody, index 1-10 je počet elektronů v orbitalu.
- Každý řádek tabulky má deset prvků d.
- Prvky bloku d jsou také známé jako přechodné kovy, protože zaujímají přechodnou zónu ve vlastnostech mezi silně elektropozitivními kovy skupin 1 a 2 a slabě elektropozitivními kovy skupin 13 až 16.

## Prvky bloku f
- Blok f je umístěn vlevo uprostřed tabulky nebo pod tabulkou (světlé a tmavé fialové sloupce v tabulce).
- Tyto prvky se obecně nepovažují za součást žádné skupiny a nazývají se vnitřně přechodné kovy, protože poskytují přechod mezi blokem s a blokem d.
- Obecná valenční konfigurace prvků bloku f je ns2 np1–6n-1d1–10n-2f1–14, kde n je číslo periody, index 1-14 je počet elektronů v orbitalu.
- Každý řádek vnitřně přechodných prvků má čtrnáct prvků f.
- Prvky bloku f jsou kovy. Jsou také nazývány lanthanoidy a aktinoidy. Lanthanoidy zahrnují 15 prvků od lanthanu (La) po lutecium (Lu); aktinoidy zahrnují 15 prvků od aktinia (Ac) po lawrencium (Lr).